# Quairading Shire
Koordinaten: 32° 0′ S, 117° 24′ O

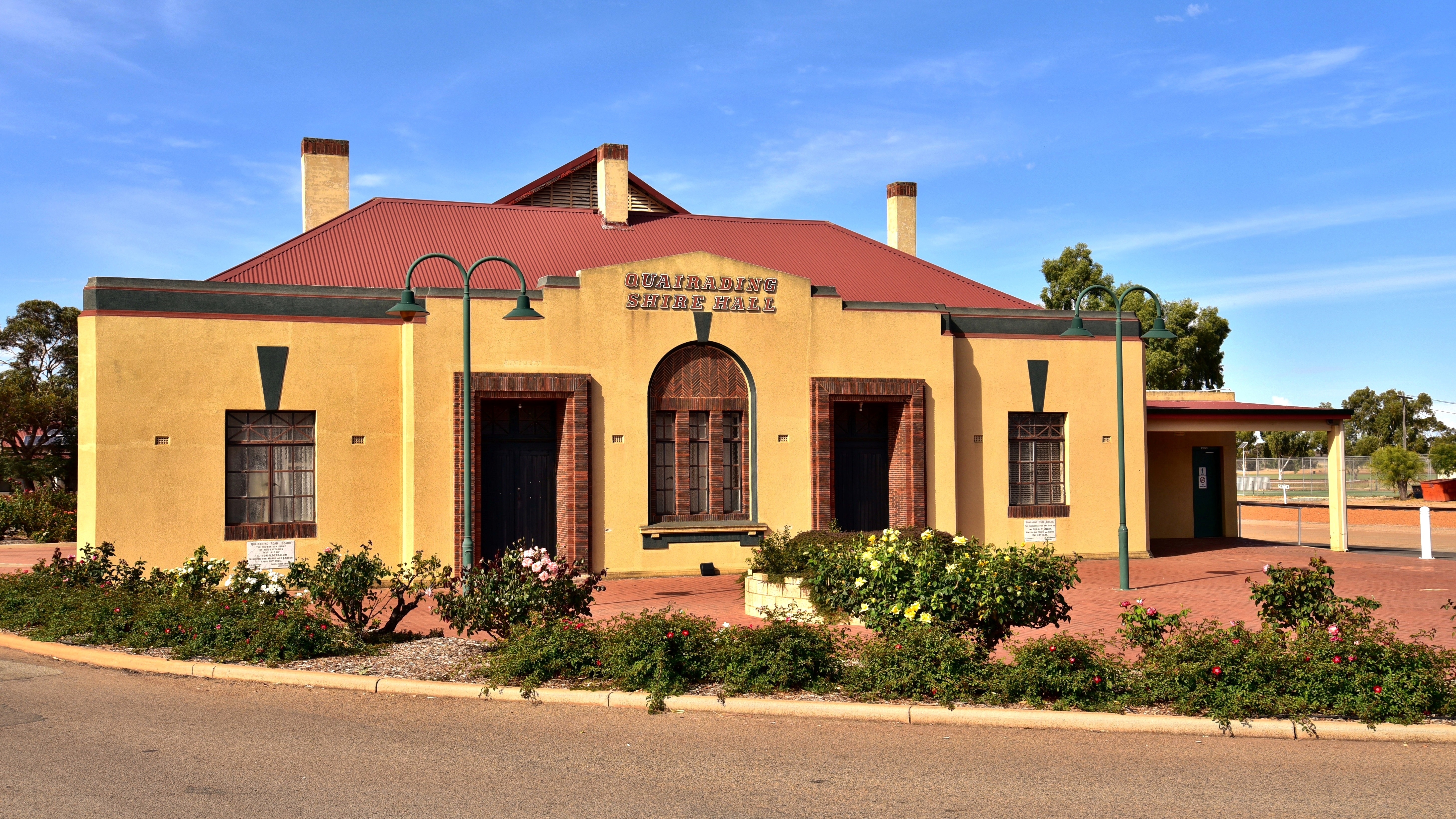
Shire Hall

Das Shire of Quairading ist ein lokales Verwaltungsgebiet (LGA) im australischen Bundesstaat Western Australia. Das Gebiet ist 2018 km² groß und hat etwa 1000 Einwohner (2016).
Quairading liegt im westaustralischen „Weizengürtel“ im Südwesten des Staats etwa 270 Kilometer östlich der Hauptstadt Perth. Der Sitz des Shire Councils befindet sich in der Ortschaft Quairading, wo etwa 600 Einwohner leben (2016).

## Verwaltung
Der Quairading Council hat neun Mitglieder. Sie werden von allen Bewohnern der LGA gewählt. Quairading ist nicht in Bezirke unterteilt. Aus dem Kreis der Councillor rekrutiert sich auch der Ratsvorsitzende und Shire President.